# Moulin-sous-Touvent
Moulin-sous-Touvent là một xã thuộc tỉnh Oise trong vùng Hauts-de-France phía bắc nước Pháp. Xã này nằm ở khu vực có độ cao trung bình 93 mét trên mực nước biển.